# 1 + 2 = 4 Rejenka
1 + 2 = 4 Rejenka je roman, ki ga je napisala slovenska pisateljica Olga Pega Kunstelj. Knjiga je izšla na Jezeru leta 2011 pri založbi Morfem. Je avtobiografsko delo. To je roman o rejništvu, o odraščanju v težkih razmerah, krivicah ter odrekanjih. Zakaj tako zanimiv naslov 1+2=4 Rejenka nam je razloženo šele v sredini romana. Roman je razdeljen na pet poglavij, postavljeno pa je v čas okoli leta 1950.

## Vsebina
Roman govori o otroštvu pisateljice Olge Pege Kunstelj, ki nam zgodbo tudi opisuje. Že kot otrok se je morala spopadati z strahom za mamo in brate ter sestre. Oče je bil glava družine, to je večkrat nazorno pokazal. Živeli so revno, obubožano, a še vedno se je v njihovih življenjih svetlikal odraz veselega in hrabrega življenja. Živeli so tako kot večina ostalih družin: oče je delal, mati pa je doma opravljala gospodinjska opravila in skrbela za njunih pet otrok. Zaradi stalne očetove slabe volje, nečimrnosti in vedno večjega pijančevanja, začne družina propadati, saj je bil on tisti, ki je nosil denar k hiši. Socialna služba jih je stalno preverjala in ravno zaradi očetovega obnašanja so otroke poslali v rejništvo različnim družinam.  Najstarejši brat je živel pri očetovih starših, Olga in Binca sta bili poslani k eni družini, Mile in Marko pa k drugi. Tako je bila mama prepuščena nemilosti očeta. Olga v knjigi opisuje sprva njuno priljubljenost v rejniški družini, a se ta hitro spreobrne v vlogo dekle, v katero jo prisili rejnica. Zaradi grdega odnosa do nje in do njene sestre se Olga odloči napisati pismo socialni službi, a ni nič zaleglo. Ostal ji je le še pobeg. Pobegnila je k družini, s katero je prijateljevala med domovanjem pri rejnikih. V tem času je zaključila osnovno šolo in se vpisala v šolo v Ljubljani, kjer je domovala v internatu.
Olga je skrbela in obiskovala tudi ostala dva brata, ki sta bila v drugi rejniški družini. V sredini zgodbe izvemo za tragedijo v družini, ker oče ubije njihovo mater zaradi tega, ker ga zapusti zaradi alkohola in slabega ravnanja. Ravno na pogrebu matere izvemo, čemu tak naslov: 1+2=4 je vzorec, ki ga je Olga prepoznala na materini pleteni jopici, ko je ležala k krsti. Vse od pogreba je bila torej Olga tista, ki je skrbela za povezovanje in druženje med brati in sestrami ter bila za njih odgovorna. 

### Odlomek iz knjige
Ležala je mirno in spokojno. Lepe rjave kodre las je imela počesane ob obrazu, kot da spi. Vrat je imela povit, niže spodaj pa je bilo videti obleko - temno rdeče krilo in modro pleteno jopico, na kateri je bilo polno pletenih vzorcev. Dobro se spominjam prvega, ki sem ga prebrala: 1+2=4. V tistem trenutku nisem razmišljala, ali je seštevek pravi ali ne. Šele kasneje sem ogorčeno ugotovila, da je izračun napačen, in se spraševala, ali je mama to vedela. Pletilja je morala biti prav neumno bitje, da ni znala seštevati. Že takrat sem bila natančna in dosledna. Vsaka napaka me je motila. Štirico sem sovražila, zdela se mi je od vseh številk najnesrečnejša.